# 小行星16106
小行星16106（16106 Carmagnola）是一颗绕太阳运转的小行星，为主小行星带小行星。该小行星于1999年11月12日发现。

## 轨道参数
小行星16106的轨道半长轴为2.3323176 UA，离心率为0.046。